# Israel Vargas
Israel Vargas Zúñiga (ur. 17 stycznia 1946 w Veracruz) – meksykański zapaśnik walczący w stylu wolnym. Olimpijczyk z Meksyku 1968, gdzie odpadł w eliminacjach w wadze lekkiej do 70 kg.

## Letnie Igrzyska Olimpijskie 1968
| Konkurencja            | Walki                       | Walki                     | Klas. końcowa |
| Konkurencja            | Pierwsza runda              | Druga runda               | Miejsce       |
| ---------------------- | --------------------------- | ------------------------- | ------------- |
| styl wolny, waga lekka | Seyyit Ahmet Ağralı (TUR) P | Stefanos Joanidis (GRE) P | druga runda   |